# Bolko II di Świdnica
Bolko II di Świdnica, anche Boleslao V o  Boleslao il Piccolo (maggio 1308 – Świdnica, 28 luglio 1368), fu duca di Świdnica-Jawor.
Appartenente ai Piast di Slesia, era figlio di Bernardo II, duca di Świdnica-Jawor, e di Cunegonda, figlia del re polacco Ladislao I.

## Biografia
Dopo la morte del padre nel 1326, Bolko, ancor minorenne, visse sotto la tutela degli zii Enrico I di Świdnica e Bolko II di Münsterberg, fino al raggiungimento della maggiore età.
Raggiunta la maturità, egli regnò sul ducato di Świdnica-Jawor insieme al fratello Enrico II di Świdnica, padre della futura regina dei Romani Anna di Świdnica.
Deceduto Enrico nel 1343, Bolko ereditò le sue proprietà e divenne tutore della nipote Anna. 
Nel 1346 ottenne il ducato di Jawor dallo zio Enrico I di Jawor, che era deceduto senza eredi maschi. 
Benché già tutti gli altri ducati della Slesia fossero divenuti feudi boemi, fatto confermato nel 1335 con il trattato di Trenčín, Bolko riuscì a mantenere l'indipendenza del suo ducato ed anche acquisire altre terre.
Il re boemo  Venceslao I gli vendette, dopo la morte dei suoi genitori, metà Brzeg e metà Oława, ed il re Carlo IV gli lasciò nel 1359 Byczyna e Kluczbork.
Sebbene Carlo IV, insieme al padre Giovanni I, avesse assediato nel 1344 Schweidnitz ed occupato Landeshut, Bolko sostenne nel 1348 il trattato di Namslau.
Nel 1350 Carlo IV e Bolko II si riconciliarono, iniziando le prime trattative di successione del ducato di Świdnica-Jawor. Dopo la morte della seconda moglie di Carlo IV, Anna di Baviera, avvenuta nel 1353, questi sposò in terze nozze la nipote di Bolko, Anna di Świdnica.
Poiché Bolko non aveva figli, Anna ed i suoi successori furono destinatari per contratto dell'eredità di Bolko. Il matrimonio assicurò così una transizione per diritto ereditario del ducato alla corona Boema. Nel 1360 Carlo IV intitolò al duca Bolko una metà della periferia di Glogau.
Dopo che la nipote di Bolko, Anna, nel 1361, partorì il sospirato erede al trono, Bolko ottenne con l'intervento di Carlo IV Kąty Wrocławskie, Złoty Stok e Sobótka.
Con l'aiuto finanziario di Bolko Carlo IV riscattò con 31 000 marchi il Niederlausitz, una regione a sud del Brandeburgo, che egli il 1º novembre 1364 poté acquisire contrattualmente. Poco dopo egli la diede in feudo a vita a Bolko, con la quale egli ampliò significativamente la sua sfera d'influenza. Nel 1365 Bolko aggiunse al proprio sigillo lo stemma taurino della regione.
Bolko morì il 28 luglio 1368 a Schweidnitz e venne sepolto nella chiesa abbaziale del nonno Bolko I, nell'Abbazia di Krzeszów. 
Dopo l'erezione di un mausoleo da parte dell'abate Benedetto II Seidel (1735–1747) il suo sarcofago venne ivi traslato. La vedova di Bolko ebbe in usufrutto le sue proprietà fino alla morte, avvenuta nel 1392.

## Matrimonio
Nel 1338 Bolko sposò Agnese d'Austria, figlia del duca Leopoldo d'Asburgo e della di lui consorte Caterina di Savoia. Dal matrimonio non nacquero figli.

## Ascendenza
|                         |                       |                         | Genitori                |  |  | Nonni |  |  | Bisnonni              |  |  | Trisnonni        |  |
|                         |                       |                         |                         |  |  |       |  |  | Boleslao II di Slesia |  |  | Enrico II il Pio |  |
|                         |                       |                         |                         |  |  |       |  |  | Boleslao II di Slesia |  |  | Enrico II il Pio |  |
|                         |                       | Anna di Boemia          |                         |  |  |       |  |  | Boleslao II di Slesia |  |  |                  |  |
| Bolko I di Świdnica     |                       |                         |                         |  |  |       |  |  | Boleslao II di Slesia |  |  |                  |  |
|                         |                       | Edvige di Anhalt        | Enrico I di Anhalt      |  |  |       |  |  |                       |  |  |                  |  |
|                         |                       | Edvige di Anhalt        | Enrico I di Anhalt      |  |  |       |  |  |                       |  |  |                  |  |
|                         |                       | Edvige di Anhalt        | Ermengarda di Turingia  |  |  |       |  |  |                       |  |  |                  |  |
| Bernardo II di Świdnica |                       | Edvige di Anhalt        |                         |  |  |       |  |  |                       |  |  |                  |  |
|                         |                       | Ottone V di Brandeburgo | …                       |  |  |       |  |  |                       |  |  |                  |  |
|                         |                       | Ottone V di Brandeburgo | …                       |  |  |       |  |  |                       |  |  |                  |  |
|                         |                       | Ottone V di Brandeburgo | …                       |  |  |       |  |  |                       |  |  |                  |  |
| Beatrice di Brandeburgo |                       | Ottone V di Brandeburgo |                         |  |  |       |  |  |                       |  |  |                  |  |
|                         |                       | …                       | …                       |  |  |       |  |  |                       |  |  |                  |  |
|                         |                       | …                       | …                       |  |  |       |  |  |                       |  |  |                  |  |
|                         |                       | …                       | …                       |  |  |       |  |  |                       |  |  |                  |  |
| Bolko II di Świdnica    |                       | …                       |                         |  |  |       |  |  |                       |  |  |                  |  |
|                         | Casimiro I di Cuiavia | Corrado I di Masovia    |                         |  |  |       |  |  |                       |  |  |                  |  |
|                         | Casimiro I di Cuiavia | Corrado I di Masovia    |                         |  |  |       |  |  |                       |  |  |                  |  |
|                         | Casimiro I di Cuiavia | Agafia di Rus           |                         |  |  |       |  |  |                       |  |  |                  |  |
| Ladislao I di Polonia   | Casimiro I di Cuiavia |                         |                         |  |  |       |  |  |                       |  |  |                  |  |
|                         |                       | Eufrosina di Opole      | Casimiro I di Opole     |  |  |       |  |  |                       |  |  |                  |  |
|                         |                       | Eufrosina di Opole      | Casimiro I di Opole     |  |  |       |  |  |                       |  |  |                  |  |
|                         |                       | Eufrosina di Opole      | …                       |  |  |       |  |  |                       |  |  |                  |  |
| Cunegonda di Polonia    |                       | Eufrosina di Opole      |                         |  |  |       |  |  |                       |  |  |                  |  |
|                         |                       | Boleslao il Pio         | Ladislao Odonic         |  |  |       |  |  |                       |  |  |                  |  |
|                         |                       | Boleslao il Pio         | Ladislao Odonic         |  |  |       |  |  |                       |  |  |                  |  |
|                         |                       | Boleslao il Pio         | Jadwiga di Pomerania    |  |  |       |  |  |                       |  |  |                  |  |
| Edvige di Kalisz        |                       | Boleslao il Pio         |                         |  |  |       |  |  |                       |  |  |                  |  |
|                         |                       | Iolanda di Polonia      | Béla IV d'Ungheria      |  |  |       |  |  |                       |  |  |                  |  |
|                         |                       | Iolanda di Polonia      | Béla IV d'Ungheria      |  |  |       |  |  |                       |  |  |                  |  |
|                         |                       | Iolanda di Polonia      | Maria Lascaris di Nicea |  |  |       |  |  |                       |  |  |                  |  |
|                         |                       | Iolanda di Polonia      |                         |  |  |       |  |  |                       |  |  |                  |  |